# Gigantopora spathula
Gigantopora spathula is een mosdiertjessoort uit de familie van de Gigantoporidae. De wetenschappelijke naam van de soort is voor het eerst geldig gepubliceerd in 2011 door Hayward & Winston.